# Serapicamptis anatolica
Serapicamptis anatolica är en orkidéart som först beskrevs av Jany Renz och Gerd Taubenheim, och fick sitt nu gällande namn av Julian Mark Hugh Shaw. Serapicamptis anatolica ingår i släktet Serapicamptis och familjen orkidéer.
Artens utbredningsområde är Turkiet. Inga underarter finns listade i Catalogue of Life.